# Грумале (Пезаро и Урбино)
Грумале је насеље у Италији у округу Пезаро и Урбино, региону Марке.
Према процени из 2011. у насељу је живело 323 становника. Насеље се налази на надморској висини од 375 м.